# مكلارين إف 1
كانت سابقا الماكلارن فورمولا 1 أسرع سيارة قانونية الإنتاج في العالم للفترة من 1994 إلى 2005،    وهي أطول فترة تحتل بها سيارة بشكل قانوني هذه المرتبة ويتم استخدامها في أي شارع في تاريخ السيارات. وكانت من تصميم وإنتاج فريق مكلارين للسيارات، التابعة للمجموعة البريطانية لفريق مكلارين. ويملك فريق مرسيدس في الفورمولا واحد فريق مكلارين اليوم، ولا تزال أسرع سيارة تستخدم الحقن الطبيعي في العالم وبإنتاج واسع.

## نبذه عن السيارة
السيارة مزوده بمحرك V12 بحجم 6.1 لتر من صنع بي إم دبليو وطراز S70 ويأمل المصممون ان تكون هي سيارة الطرق وان يتم توسيع إنتاجها حيث انتج منذ البداية فقط 107 سياره وبحسب الطرازات الاتيه.

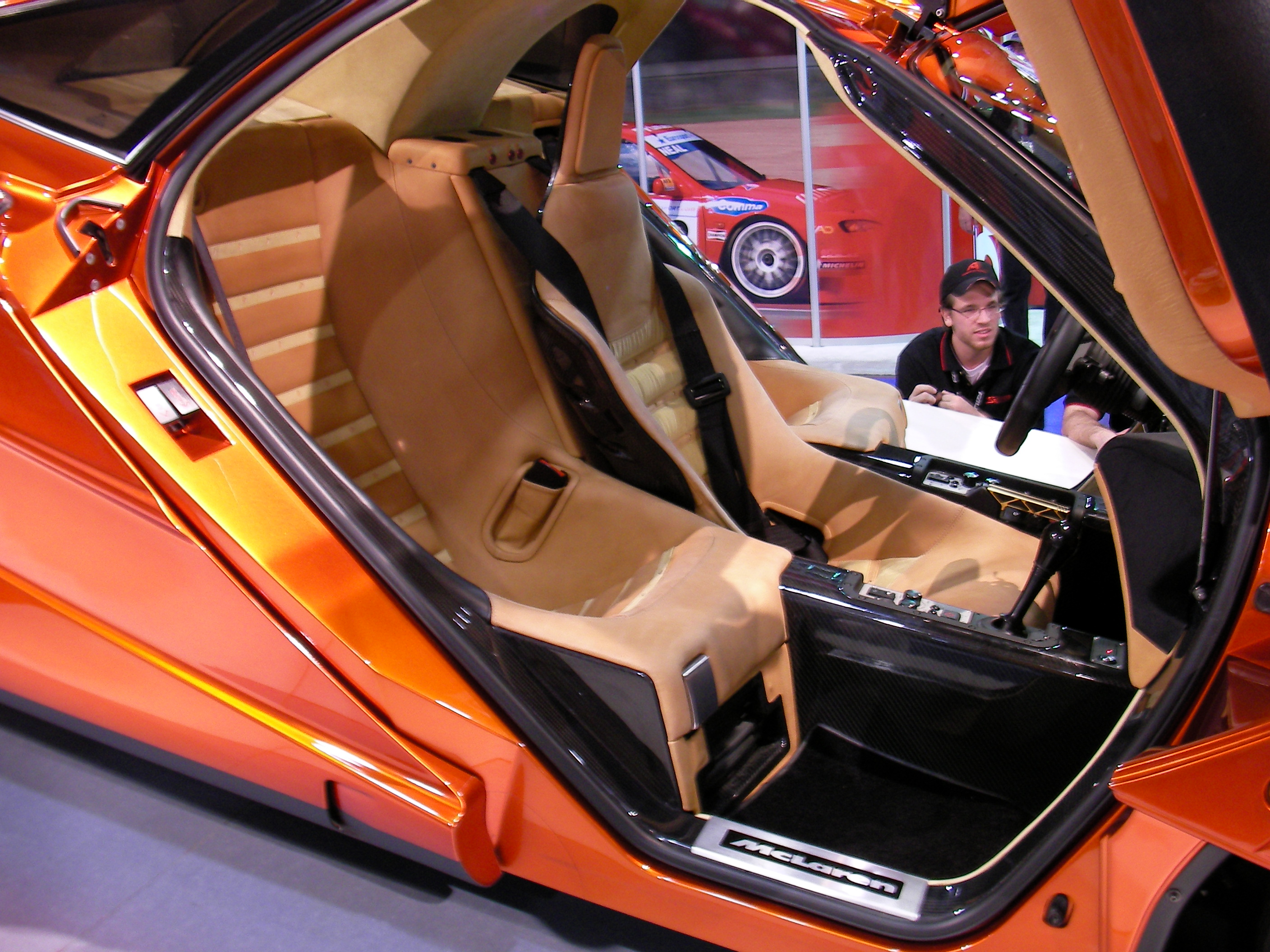
The three seat setup inside an F1.

.........العدد....................................الطراز.........
- _________________________________________________
- 64.......................................... F1
- 5......................................... LMs
- 3........ GT Long Tail Road Cars
- 5........................ Prototypes XP
- 28..................... Racecars GTR
- 2........................................... LM
- بدأ الإنتاج في النموذجين (XP LM) عام 1992 وانتهت في عام 1998

كان في ذلك الوقت إنتاج سيارة الماكلارن F1 أسرع من أي وقت مضى، متخطية جاكوار XJ220. وهناك معايير قياسيه لماكلارين تحقق من خلالها سرعتها القصوى 391 كم / ساعة (243 ميلا في الساعة) في عام 1994 والمحافظة على هذا الرقم لأكثر من عشر سنوات حتى أنه حجب أخيرا في عام 2005 من قبل buggati veyron

## التصميم والتنفيذ
غوردون موراي غوردون موراي كان كبير مهندسي التصميم وهو واحد من أكبر واضعي مفهوم تصميم السيارات عالية الأداء. وتحقق ذلك من خلال استخدام التكنولوجيا الفائقة والمواد المكلفه مثل ألياف الكربون والتيتانيوم والذهب والمغنيسيوم وkevlar. وقد كان إنتاج F1 كواحدة من أول السيارات باستخدام ألياف الكربون.
أتت الفكرة لأول مرة عندما كان موراي في انتظار رحلة العودة إلى الوطن من سباق الجائزة الكبرى الإيطالي في عام 1988 ؛ قدم موراي رسما تخطيطيا من ثلاثة مقاعد لسياره رياضيه خارقة القدرات واقترح أن فكرة إنشاء سيارة الطرق في نهاية المطاف، وهو مفهوم أثر تأثيرا كبيرا في الفورمولا واحد من خلال أضافة الخبرة والتكنولوجيا للشركة، وبالتالي عكس المهارات والمعلومات التقنية من خلال فريق مكلارين F1.
قال غوردون : [4] «وخلال هذا الوقت، تمكنا مع أرتون سينا من زيارة (The Late F1 Champion) مركز بحوث هوندا Honda's Tochigi Research Center. الزيارة في ذلك الوقت كانت الصلة لاظهار المكلارن من خلال سباق الجائزة الكبرى للسيارات باستخدام محركات هوندا مع سائق مكلارين F1. وعلى الرغم من أني كنت أعتقد أن من الأفضل لو وضع محرك أكبر، لكني ولحظة قيادتي لهوندا]] NSX [[، تغيرت نضرتي نحوها حيث كنت اعتمد على عدة مراجع للـF1 بين سيارات فيراري، بورشه، لامبورغيني في بادئ الامر ثم اختفت من ذهني بعد تجربتي لها. ونحن من شأننا أن نخلق السيارة لكن ماكلارين F1 بحاجة إلى أن تكون أسرع من الـ NSX، ولكن ستصبح الجودة في القيادة والقدرة على التحكم في الـ NSX هدف التصميم الجديد لنا. وفي وقت لاحق ذهبت إلى مركز بحوث هوندا في مناسبتين، وطلبت أن ينظرو في بناء محرك لماكلارين F1 بحجم 4.5 لتر وبعشره أو أثنا عشر أسطوانه V10 أو V12. وحاولت اقناعهم، ولكن في النهاية لا يمكن اقناعهم بذلك، وانتهى الأمر بماكلارين F1 وهي مزودة بمحرك بي ام دبليو».
في وقت لاحق، أستخدم زوج من هياكل سيارات]] Ultima MK3 [[كأدوات للأختبار وتم ترقيمها بالأرقام 12 و 13، "ألبرت" و"إدوارد" استخدماها كأداة لاختبار مختلف العناصر والمفاهيم قبل أن يتم بناء أول سيارة. وقد استخدمت ذات الرقم 12 لاختبار علبة التروس مع محرك بحجم 7.4 لتر V8 من]]شيفروليه [[لمحاكاة عزم الدوران في محركات الـ بي ام دبليو V12، بالإضافة إلى مختلف العناصر الأخرى مثل المقاعد والفرامل. أما حاملة الرقم 13 فكانت اختبار لمحركات الـV12، بالإضافة إلى العادم ونظام التبريد. عندما أنجزت مكلارن أعمالها مع السيارات قامت بتدمير كل منهما وذلك لابعاد المجلات المتخصصة بالسيارات عن الحصول عن معلومات عنها ولأنها لا تريد أن تكون السيارة مرتبطة مع مجموعة سيارات أخرى.

وتم أطلاق السيارة لأول مره في 28 أيار / مايو 1991، في النادي الرياضي في موناكو. وكان إنتاج النسخة ما يزال هو نفس النموذج الأصلي الـ(XP1) ما عدا للمرآة، وقد بني الجزء العلوي على شكل A-pillar]] [[. هذا وكانت السيارة قد لاتعتبر قانونيه على الطريق حيث أنها لا تملك مصابيح أشاره وصادم في الجهة الأماميه ؛ مما اضطر الماكلارن لإجراء تغييرات على السيارة مثل بعض السيارات، بما فيها رالف لورين، وزودو النموذج بالمرايا). في وقت لاحق أدرجت أيضا زوج من المؤشرات (اضوية الأشاره) التي تعتمدها شركات صناعة السيارات منذ عدة سنوات.
طبقت وجربت مستويات السلامة لأول مرة عندما أثبت خلال التجارب في ناميبيا في نيسان / أبريل 1993 سائق التجارب، وهو يرتدي ملابس قطنيه فقط حيث أصطدم بصخرة وتدحرجت أول سيارة نموذج عدة مرات. وتمكن السائق من الخروج سالما. وفي وقت لاحق من السنة، بني النموذج الثاني (XP2) وكانت خاصة لأختبار الأصطدام ومرت عجلة القيادة الأماميه حيث لم ينهار قوس السلامة الموضوع خلف رأس السائق.

## المحرك

### التاريخ

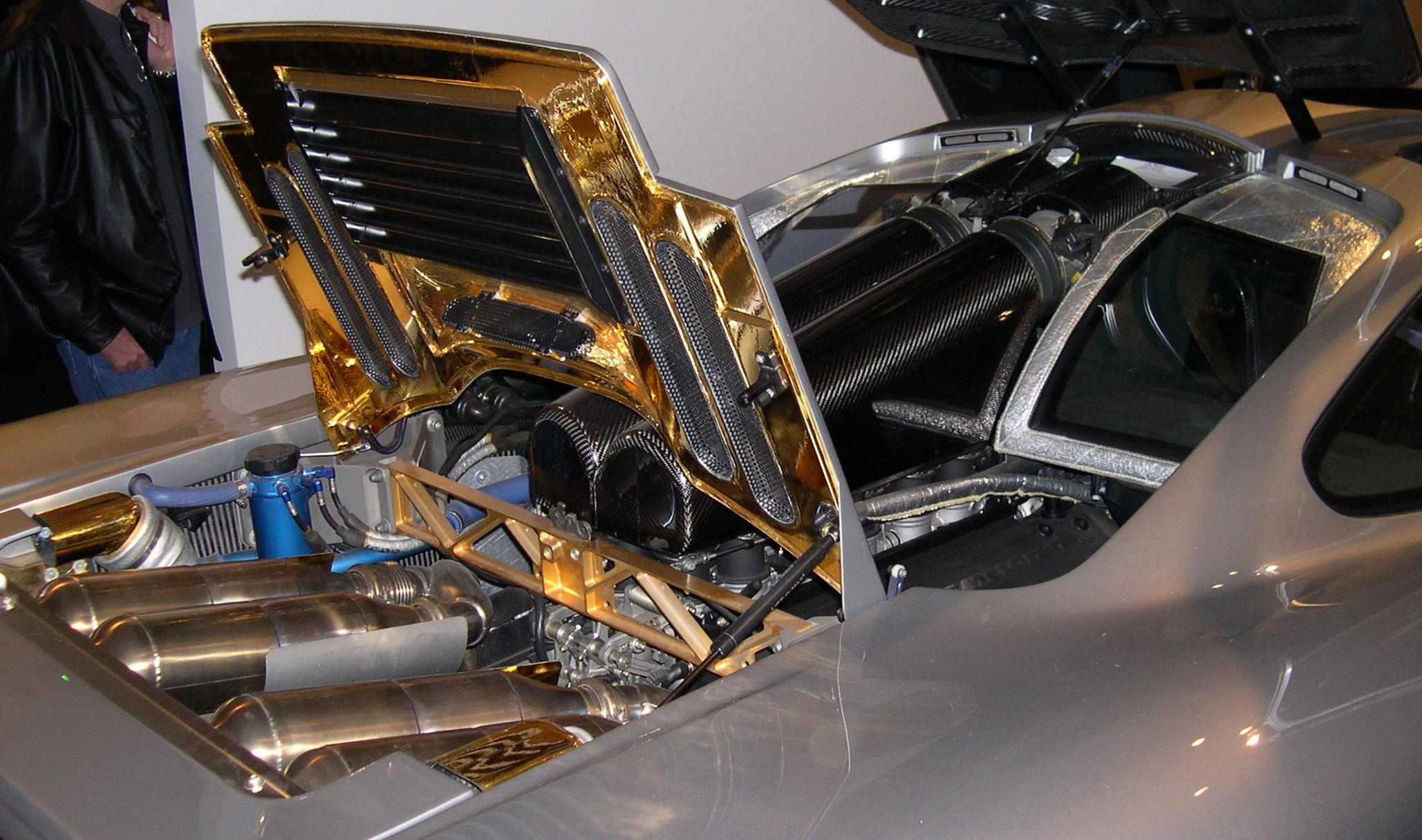
The McLaren F1's engine compartment contains the mid-mounted BMW S70/2 engine and uses gold foil as a heat shield in the exhaust compartment.

غوردون موراي أصر على أن يكون محرك هذه السيارة محرك أعتيادي لزيادة الموثوقية وقدرة السائق من السيطرة.الشاحن الهوائي شاحن توربيني وضاغط الشحن شاحن توربيني فائق تساعد في زيادة القدرة ولكن يمكن زيادة تعقيد وانخفاض الاعتماد فضلا عن عرض جانب إضافي من فقدان التغذية المرتدة، وبالتالي انخفضت قدرة السائق على الحفاظ على أقصى قدر من السيطرة على المحرك. موراي في البداية اقترب من هوندا بسبب توفيرها لخطط للحفاظ على القدرة مع محرك بـ 550 حصانا (410 kW/560 PS)، 600 مم (23.6 in) طول وكان مجموع وزنه 250 كجم (551 رطل)، حيث أن المحركات ينبغي أن تكون مستمدة من الفورمولا 1.
وعندما رفضت كل من هوندا هوندا وايسوزو إيسوزو، بدا التخطيط للدخول إلى الفورمولا 1 ،مع محرك بحجم 3.5 بشكل V12 والذي جرى اختباره في هيكل السيارة لوتس Lotus. وكانت الشركة مهتمة جدا في المحرك بعد أن أدخل إلى F1. ومع ذلك، فإن المصممين أرادو محرك له مصداقيه لاستخدامه في السباقات.
ي النهاية أحاطتها بي ام دبليو بي إم دبليو برعايتها، وتحت اشراف خبير المحركات الرياضية بول روش لدى محركات بي ام دبليو من خلال تصميم وبناء موراي وهو مصمم خصيصا لها بحجم 6.1 لتر (6064 سم مكعب) 60 درجة و V12 أسطوانه، الذي كان أقوى بـ 14 ٪ وبوزن أكبر بمقدار 16 كيلوغراما (35 رطل) أثقل على الرغم من أنها تقوم على المواصفات الأصلية لل550 حصانا (410 kW/560 PS)، 600 مم (23.6 in) وبلغ الوزن الإجمالي بحدود 250 كيلوغرام (550 رطل).